# Eli Metcalfe Bruce

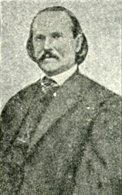
Eli Metcalfe Bruce

Eli Metcalfe Bruce (* 22. Februar 1828 bei Flemingsburg, Kentucky; † 15. Dezember 1866) war ein US-amerikanischer Philanthrop und Politiker.

## Werdegang
Eli Metcalfe Bruce, Sohn von Sabina Metcalfe und George S. Bruce, wurde im Fleming County geboren. Er besuchte bis 1847 die ansässigen Schulen. Seine Jugend war von der Wirtschaftskrise von 1837 überschattet und die Folgejahre vom Mexikanisch-Amerikanischen Krieg. Er begann 1847 in einer Kurzwarenhandlung in Maysville (Mason County) zu arbeiten. Kurz darauf zog er nach Nord-Kentucky, wo er in dem Schweineschlachtbetrieb seines Onkels aus Cincinnati (Ohio) zu arbeiten begann. Bruce heiratete 1853 Elizabeth Sally Withers. Das Paar bekam drei gemeinsame Kinder. 1854 eröffnete er zusammen mit seinem Onkel eine Eisengießerei in der Nähe von Terre Haute (Indiana). Er verkauft 1859 seine Anteile an der Eisengießerei und erwarb mehrere Schweineschlachtbetriebe entlang von dem Mississippi River, dem Missouri River und dem Wabash River. Diese Unternehmungen machten Bruce zu einem wohlhabenden jungen Mann.
Kurz vor dem Ausbruch des Bürgerkrieges verkaufte Bruce alle seine Unternehmungen im Norden und zog nach Süden. Im November 1861 nahm er als Delegierter an der Sezessionsversammlung in Russellville (Kentucky) teil, wo er in den Legislativrat der konföderierten Schattenregierung gewählt wurde. Als Kentucky im Dezember 1861 in die Konföderation aufgenommen wurde, wählte man Bruce als einen von zwölf Delegierten zuerst in den ersten und dann in den zweiten Konföderiertenkongress, wo er bis zum Ende der Konföderation diente.
Er finanzierte selbst viel vom Nachschubbedarf der Orphan Brigade von Kentucky. Seine Verhandlungen einen Gefangenenaustausch für diese Einheit betreffend führten dazu, dass man ihn bat, solche Verhandlungen für die gesamten Konföderierten Staaten zu führen.
Kurz vor dem Ende des Krieges floh Bruce mit dem konföderierten Präsidenten Jefferson Davis (1808–1889) nach Richmond (Virginia). Bruce wurde später in Georgia gefangen genommen, aber mit dem Ende des Krieges wieder freigelassen. Er gründete dann dort ein Büro in Augusta (Richmond County) mit der Absicht konföderierten Soldaten bei der Rückkehr nach Hause zu helfen. Am 10. Mai 1865 publizierte er einen offenen Brief mit der Biete die Ausbildungskosten eines konföderierten Soldaten zu bezahlen, der einen Arm oder ein Bein im Krieg verloren hatte. Schätzungen zufolge steuerte Bruce etwa 400.000 Dollar zur Entlastung der konföderierten Soldaten bei. Er wurde durch den Präsidenten Andrew Johnson (1808–1875) von jeglicher Verbrechen im Hinblick auf seine Unterstützung der Südstaaten begnadigt.
Bruce finanzierte die Fusion von zwei Zeitungen aus Louisville (Kentucky) – The Courier und The Journal – zu The Courier-Journal. Er zog später nach New York City, wo er Baumwollmakler wurde und ein Hotel für die Nutzung von ehemaligen konföderierten Soldaten eröffnete. Durch seine klugen Investitionen konnte er sein Vermögen vergrößern. In diesem Zusammenhang investierte er kurz nach dem Krieg in eine aufgegebene Goldmine in South Carolina, wo er eine neue Goldader fand.
Am 15. Dezember 1866 verstarb Bruce an den Folgen einer Herzerkrankung und wurde dann auf dem Linden Grove Cemetery in Covington (Kentucky) beigesetzt. Seine sterblichen Überreste wurden 1917 exhumiert und in der Nähe seiner Ehefrau und Tochter auf dem Highland Cemetery in Fort Mitchell (Kentucky) zur letzten Ruhe gebettet.

## Ehrungen
Der Northern-Kentucky-Verband der Sons of Confederate Veterans wurde nach ihm benannt.